# Naaldsteenvliegen
De naaldsteenvliegen (Leuctridae) zijn een familie van steenvliegen. De familie omvat ten minste 390 soorten.

## Omschrijving
Deze kleine steenvliegen kunnen een lengte bereiken van 5-13 mm, maar de meeste soorten zijn minder dan 1 cm lang. De vleugels zijn lang en cilindrisch, en meestal donkerbruin gekleurd. In rust lijken de vleugels het achterlijf als een soort koker te omhullen. De volwassen dieren komen in het voorjaar tevoorschijn, zwermen uit, paren en leggen hun eitjes in het water. De slanke gelige larven zijn herbivoor: ze eten planten en plantaardig afval.

## Verspreiding
De soorten komen verspreid voor in het hele noordelijk halfrond waar zich zuiver en zuurstofrijk stromend water bevindt. Door vervuiling zijn ze in Nederland ruim een halve eeuw geheel verdwenen geweest, maar sinds 2014 werden enkele waarnemingen gedaan in Limburg.

## Taxonomie
- onderfamilie Leuctrinae Klapálek 1905
  - tribus Leuctrini Klapálek 1905
    - geslacht Calileuctra Shepard & Baumann, 1995[4]
    - geslacht Despaxia Ricker, 1943
    - geslacht Leuctra Stephens, 1836
    - geslacht Moselia Ricker, 1943
    - geslacht Pachyleuctra Despax, 1929
    - geslacht Paraleuctra Hanson, 1941
    - geslacht Perlomyia Banks, 1906
    - geslacht Pomoleuctra Stark & Kyzar, 2001[5]
    - geslacht Rhopalopsole Klapálek, 1912
    - geslacht Zealeuctra Ricker, 1952

  - tribus Tyrrhenoleuctrini
    - geslacht Tyrrhenoleuctra Consiglio, 1957
- onderfamilie Megaleuctrinae Zwick 1973
  - geslacht Megaleuctra Neave, 1934
- uitgestorven geslachten
  - geslacht Baltileuctra Chen, 2018
  - geslacht Euroleuctra Chen, 2018
  - geslacht Lycoleuctra Sinitshenkova, 1987
  - geslacht Rasnitsyrina Sinitshenkova, 2011